# Capoetobrama kuschakewitschi
Capoetobrama kuschakewitschi är en fiskart som först beskrevs av Kessler 1872.  Capoetobrama kuschakewitschi ingår i släktet Capoetobrama och familjen karpfiskar. IUCN kategoriserar arten globalt som otillräckligt studerad.

## Underarter
Arten delas in i följande underarter:
- C. k. orientalis
- C. k. kuschakewitschi